# Allotalanta
Allotalanta là một chi bướm đêm thuộc họ Cosmopterigidae.